# Cape Davis
Cape Davis är en udde i Antarktis. Den ligger i Östantarktis. Australien gör anspråk på området.
Terrängen inåt land är kuperad åt sydväst, men åt sydost är den platt. Havet är nära Cape Davis åt nordost. Trakten är obefolkad. Det finns inga samhällen i närheten.